# Acridon
Acridon is een heterocyclische organische verbinding met als brutoformule C13H9NO. Het is een witte tot lichtgele irriterend vaste stof. Acridon is een ketonderivaat van acridine.

## Synthese
Acridon kan bereid worden uit een autocondensatiereactie van fenaminezuur met behulp van zwavelzuur. Fenaminezuur wordt bereid uit reactie van aniline en 2-chloorbenzoëzuur. Het rendement van de reactie bedraagt ongeveer 90%.

## Toepassingen
Het zijn voornamelijk de derivaten van acridon die belangrijke toepassingen hebben, zoals het azijnzuur-derivaat Neovir. Dit wordt gebruikt als antiviraal middel.